# Pédale d'expression
Ne doit pas être confondu avec Pédale d'effet, Pédale de piano ou Expression (orgue).

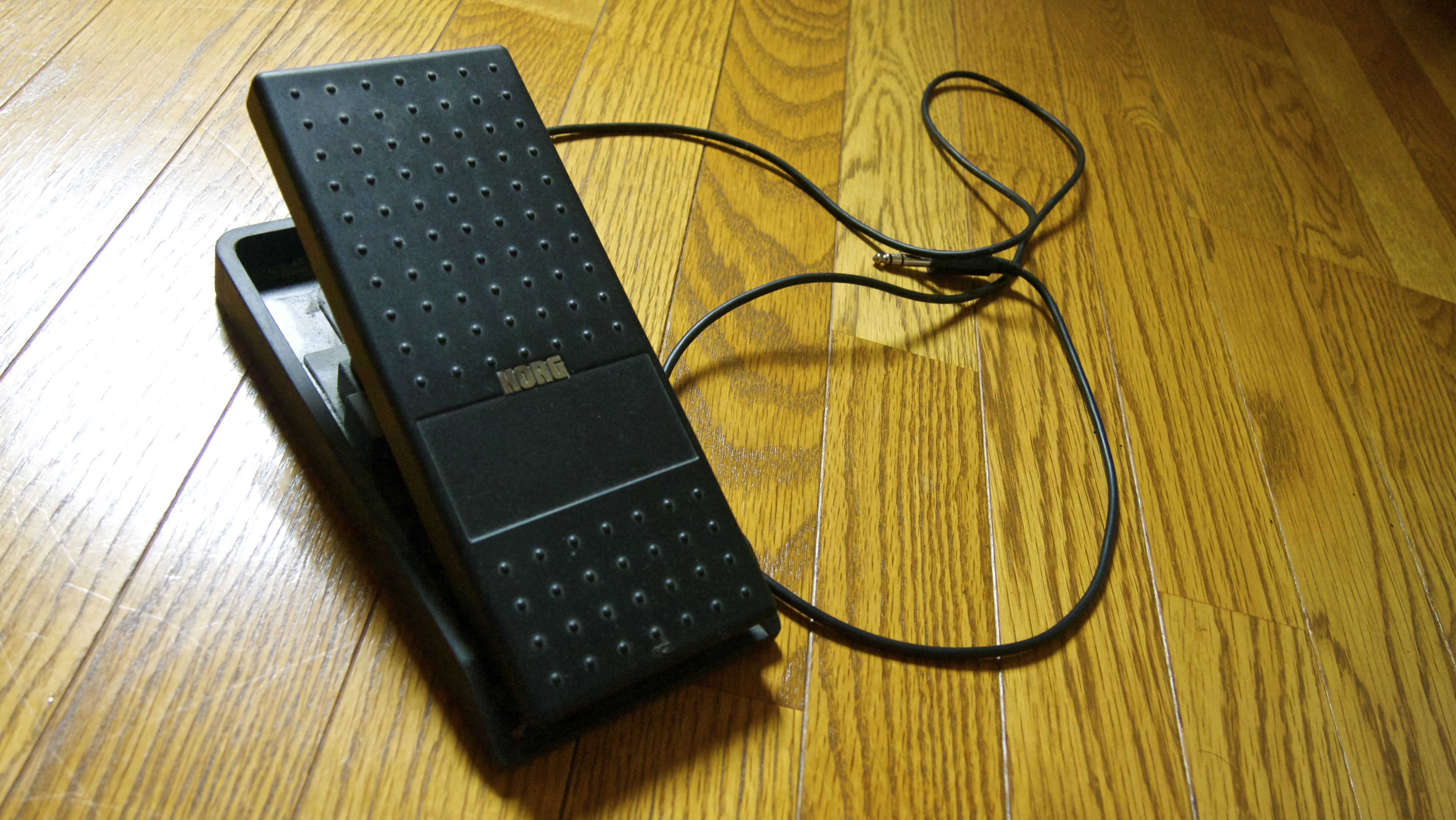
Pédale d'expression Korg CX-3, avec son câble jack permettant de la relier à un appareil ou un instrument.

Une pédale d'expression est un objet permettant de modifier un paramètre d'un instrument de musique numérique ou d'un effet audio en le contrôlant avec le pied. Elle apparaît sur les orgues au XIXe siècle pour en modifier le volume. Avec l'invention des instruments électromécaniques et notamment l'orgue Hammond ou encore de la guitare électrique au milieu du XXe siècle, elle devient un contrôle électrique avec l'ajout d'un potentiomètre. Dans le cas de la guitare et d'autre instruments où la pédale ne peut être intégrée physiquement à l'instrument, elle évolue sur le modèle des pédales d'effet pour devenir un objet à part entière.
Une pédale d'expression reçoit un signal électrique de quelques volts qui passe à travers une résistance variable contrôlée par un potentiomètre. En bougeant la pédale au pied, la valeur de la résistance change et la différence de tension est transmise à l'instrument de musique ou la pédale d'effet. Une pédale d'expression permet ainsi de faire varier en temps réel un ou plusieurs paramètres (vitesse d'un effet de modulation, volume, mix, filtre, etc) au pied. Cela permet au musicien de continuer à jouer avec ses mains tout en modifiant un ou plusieurs paramètres.

## Orgue

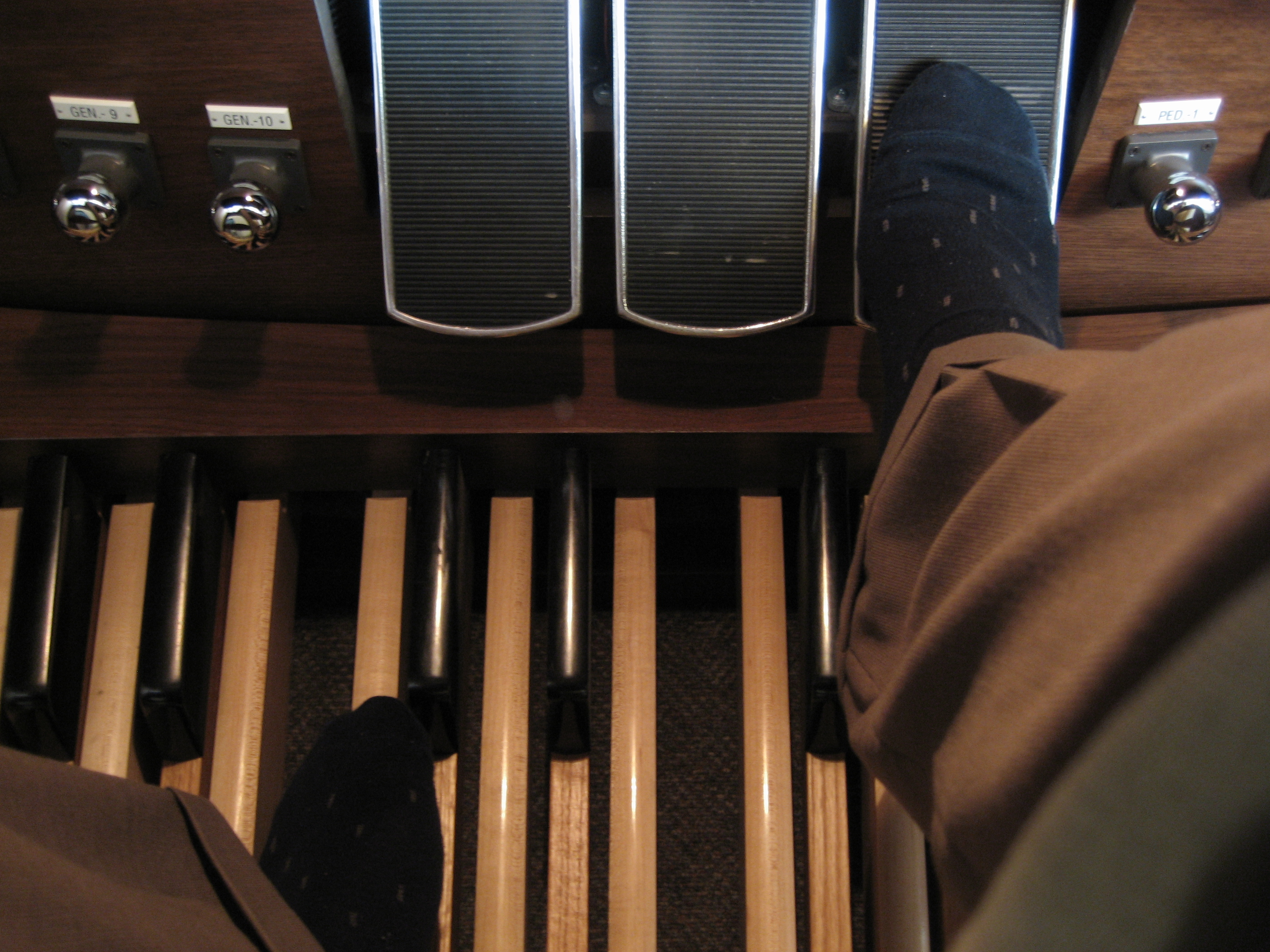
Deux pédales d'expression (au milieu) sur un orgue. L'organiste a le pied posé sur la pédale crescendo.

Une pédale d'expression peut contrôler le volume ou l'intensité sonore d'un orgue,. En général, la ou les pédales d'expression d'un orgue contrôlent l'ouverture de volets mobiles, qui laissent entrer l'air dans les tuyaux enfermés dans un meuble de bois (nommé « boîte expressive ») et joués par le clavier de récit. Elles sont généralement positionnées à côté de la pédale crescendo.

## Fonctionnement d'une pédale d'expression électronique
Une pédale d'expression est généralement construite avec une partie fixe posée au sol et une partie pivotante (bascule), reliée à un potentiomètre. La pédale reçoit, via un câble jack 6,35 mm TRS, un signal électrique de quelques volts qui passe dans une résistance et qui est renvoyé dans l'appareil (instrument numérique, rack, pédale d'effet ou contrôleur MIDI). Le mouvement mécanique de la pédale est transmis au potentiomètre, qui modifie la tension du  signal. L'appareil receveur mesure cette différence de tension en temps réel.

### Éléments

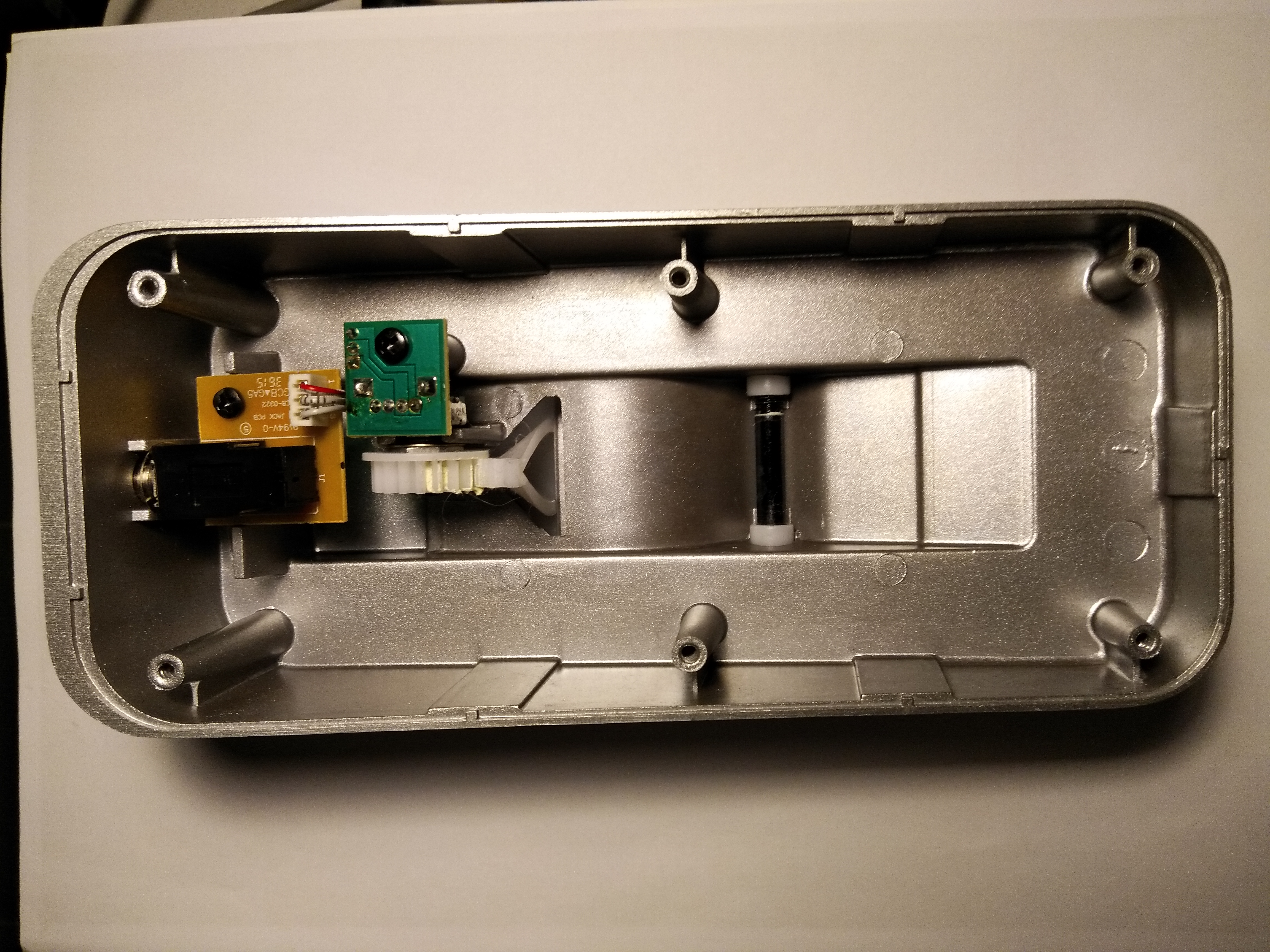
Intérieur d'une pédale d'expression Zoom.

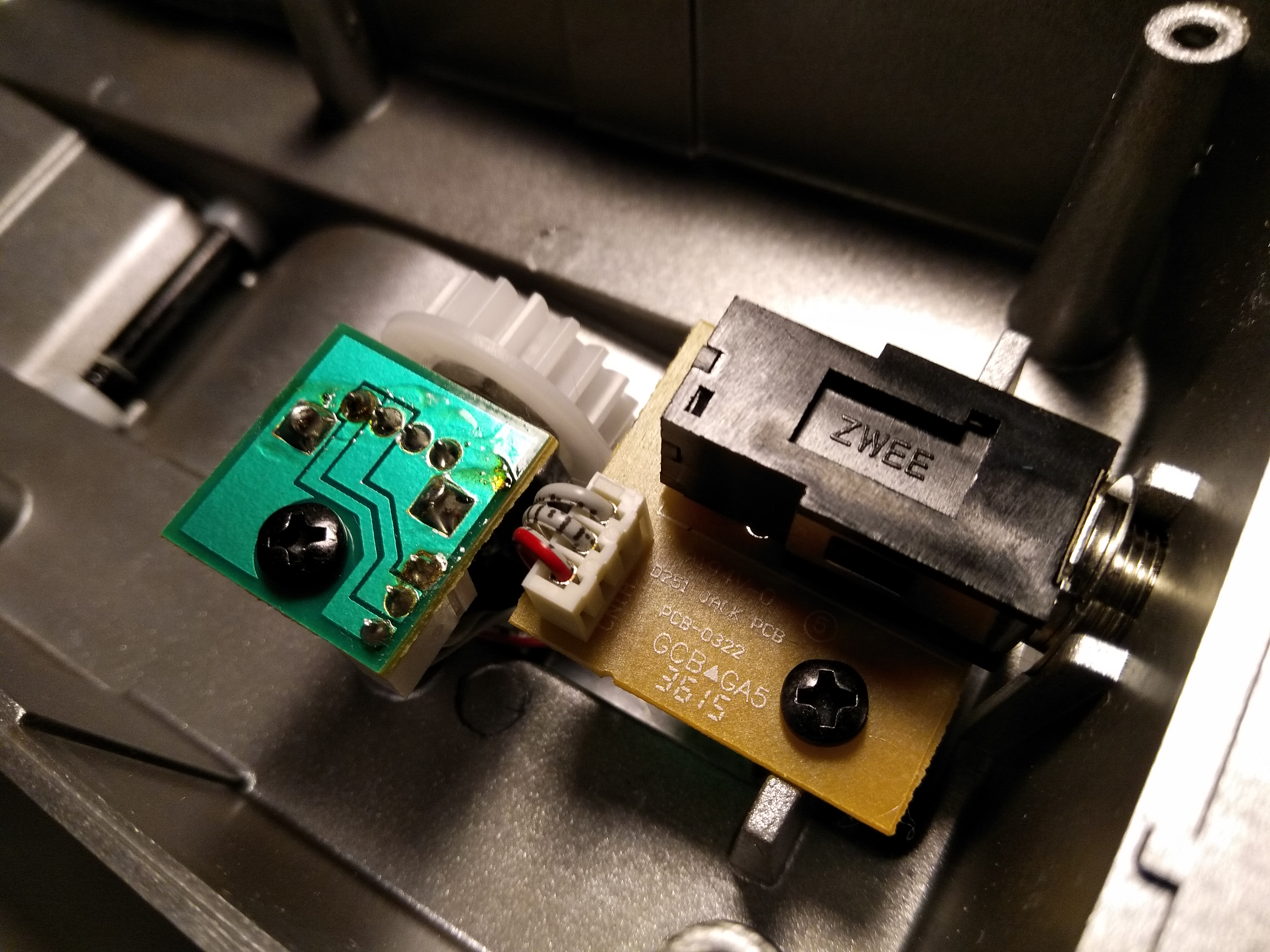
Vue de près de la prise jack (noir), relié via un circuit imprimé et des fils à un potentiomètre (non visible sous le circuit imprimé en vert), lui-même actionné par la crémaillère (plastique, blanc).

Une pédale d'expression comporte généralement deux éléments principaux : une partie fixe posée sur le sol, et une partie mobile (bascule), actionnable avec le pied, qui pivote autour d'un axe. Le mouvement mécanique de rotation est transmis à un potentiomètre (généralement via une crémaillère, plus rarement avec une corde en kevlar). 

La plupart des pédales d'expression fonctionnent sur le principe de la crémaillère : un mouvement du haut vers le bas fait pivoter un potentiomètre.

### Variation de la tension électrique

Les pédales d'expression se connectent avec un câble jack TRS (Tip, Ring, Sleeve, en français pointe, anneau, manchon).

Une pédale d'expression est branchée dans un appareil électronique (un piano numérique, un rack d'effet, une pédale d'effet, un contrôleur MIDI, etc) avec un câble jack stéréo (TRS) 6,35 mm. Cet appareil envoie un signal électrique à la pédale (généralement 3,3 volts), qui sert de contrôle de tension. Le signal passe par une résistance variable (potentiomètre) dans la pédale d'expression. En bougeant la bascule avec le pied, la valeur du potentiomètre change, ce qui modifie la tension électrique. Le signal est ensuite renvoyé dans l'appareil, qui mesure constamment la tension reçue. Les changements de tension permettent de modifier en temps réel des paramètres (volume, filtre, vitesse de modulation, mix, etc) de l'effet ou de l'instrument de musique numérique.
Une pédale d'expression est entièrement passive, elle ne nécessite pas d'alimentation électrique : elle se contente de recevoir et modifier un signal électrique,.
Les pédales d'expression peuvent avoir trois types de polarité, selon l'élément qui transmet la tension : TRS (le voltage est renvoyé sur la pointe ou Tip) ou RTS (le voltage est renvoyé sur l'anneau ou Ring), ou bien TS (dans ce cas, seuls la pointe et l'anneau du câble sont utilisés). Certaines pédales d'expression sont dotés d'un switch de polarité permettant de s'adapter à différents appareils. La polarité requise varie selon les fabricants d'effets et d'instruments : certaines pédales peuvent fonctionner avec des appareils d'une marque et pas avec ceux d'une autre.
Généralement, le potentiomètre est un diviseur de tension : dans ce cas, la valeur du potentiomètre n'a pas d'importance, puisque l'appareil recevant le signal électrique se contente de mesurer la variation de la tension. Néanmoins, certaines pédales d'expression utilisent à la place un limiteur de courant (en), et dans ce cas, la valeur du potentiomètre de la pédale d'expression est importante et doit être en adéquation avec les spécifications requises par l'appareil.
Sur certaines pédales, un switch d'inversion (reverse) permet d'inverser le fonctionnement : en position la plus basse, la pédale envoie la valeur la plus élevée, et en position haute, la valeur la plus basse,.

### Potentiomètre
Le fonctionnement d'une pédale d'expression dépend de la valeur de la résistance contrôlée par le potentiomètre (elle est généralement comprise entre 5k Ohm et 50k Ohm). Le potentiomètres a généralement un fonctionnement linéaire, afin de garder une plage d'action similaire sur l'ensemble de la course de la pédale. Ce n'est pas le cas des pédales de volume, qui ont généralement un potentiomètre logarithmique. Les pédales d'expression ne sont pas standardisées : chaque fabriquant peut utiliser des potentiomètres ayant des valeurs différentes.
Du fait du poids mis sur la pédale d'expression par le pied de la personne qui l'actionne, des potentiomètres spécifiquement conçus pour résister à un poids important sont nécessaires. Les potentiomètres doivent également avoir une plage de rotation plus importante que les potentiomètres classiques tournés à la main, ou bien être choisis pour avoir une plage de rotation correspondant exactement à celle de la bascule. Dans le cas contraire, il est possible que les changements de tension ne couvrent pas toute l'étendue du paramètres modifié (ainsi, un paramètre MIDI avec 127 valeurs pourrait ne varier que des valeurs 15 à 90).
Certains appareils, notamment les contrôleurs MIDI, permettent de calibrer la pédale d'expression : l'appareil enregistre la position de la pédale au minimum et au maximum de sa course, et ajuste ses paramètres internes en fonction. Cela permet de pallier les problèmes rencontrés avec la rotation incomplète du potentiomètre.
Sur certaines pédales d'expression, un réglage de minimum est présent. Réalisé en ajoutant une résistance en série au potentiomètre, cela empêche le potentiomètre d'arriver à zéro lorsque la bascule est complètement vers le bas. Ce réglage du minimum permet par exemple de modifier le volume d'un effet sans pour autant couper complètement le son lorsque la pédale est tout en bas de course.
Une pédale de volume peut être utilisée en remplacement d'une pédale d'expression, à l'aide d'un câble en Y ou d'un adaptateur double mono vers stéréo. Le signal électrique entre (via le jack d'entrée) dans le circuit, est modifié par le potentiomètre et renvoyé (via le jack de sortie) dans l'appareil à contrôler. Toutefois, les potentiomètres utilisés dans les pédales de volume sont généralement logarithmiques, alors que ceux des pédales d'expression sont linéaires : le fonctionnement risque donc de ne pas être optimal.

### Pédales d'expression photosensibles
De nombreux multi-effets sont équipés de pédales d'expression. Généralement, ces dernières n'utilisent pas un potentiomètre, mais un mécanisme plus léger avec une diode électroluminescente, un réflecteur posé sur la bascule et un photodétecteur situé sur la partie fixe du multi-effet. En baissant la pédale, le réflecteur se rapproche de la diode et renvoie davantage de lumière. Ces variations de luminosité sont ensuite converties électriquement et servent à changer les paramètres du multi-effet.

## Utilisation

### Types d'appareils utilisés avec une pédale d'expression
Une pédale d'expression permet de changer en temps réel un ou plusieurs paramètres d'une pédale d'effet, multi-effets, ou effets intégrés dans un instrument numérique ; via un contrôleur MIDI, elle permet également de modifier les paramètres d'un rack d'effets ou d'un plug-in audio. Cela permet au musicien de continuer à jouer avec ses mains tout en contrôlant l'effet au pied.
Une pédale d'expression peut être reliée à un synthétiseur ou un piano numérique pour varier n'importe quel paramètre de l'instrument, à la manière du réglage de modulation (mod wheel). Elle est différente de la pédale de sustain, qui consiste généralement en un simple interrupteur momentané.
Certaines pédales d'effet sont constituées d'un boîtier et d'une bascule, dans laquelle est intégrée un circuit électronique recevant et modifiant le signal d'un instrument (généralement une guitare électrique). C'est le cas notamment de la pédale wah-wah ou d'une pédale de volume. La principale différence avec les pédales d'expression stricto sensu est qu'elles sont destinées à modifier le signal de l'instrument, et non pas à moduler un paramètre d'un appareil externe. D'autres pédales d'effet ont une pédale d'expression intégrée à leur châssis, comme la Digitech Whammy.

Les pédales d'expression sont également employées avec les appareils utilisant la technologie MIDI. Un contrôleur MIDI envoie une information numérique (valeurs comprises entre 1 et 127) tandis qu'une pédale d'expression une information analogique.

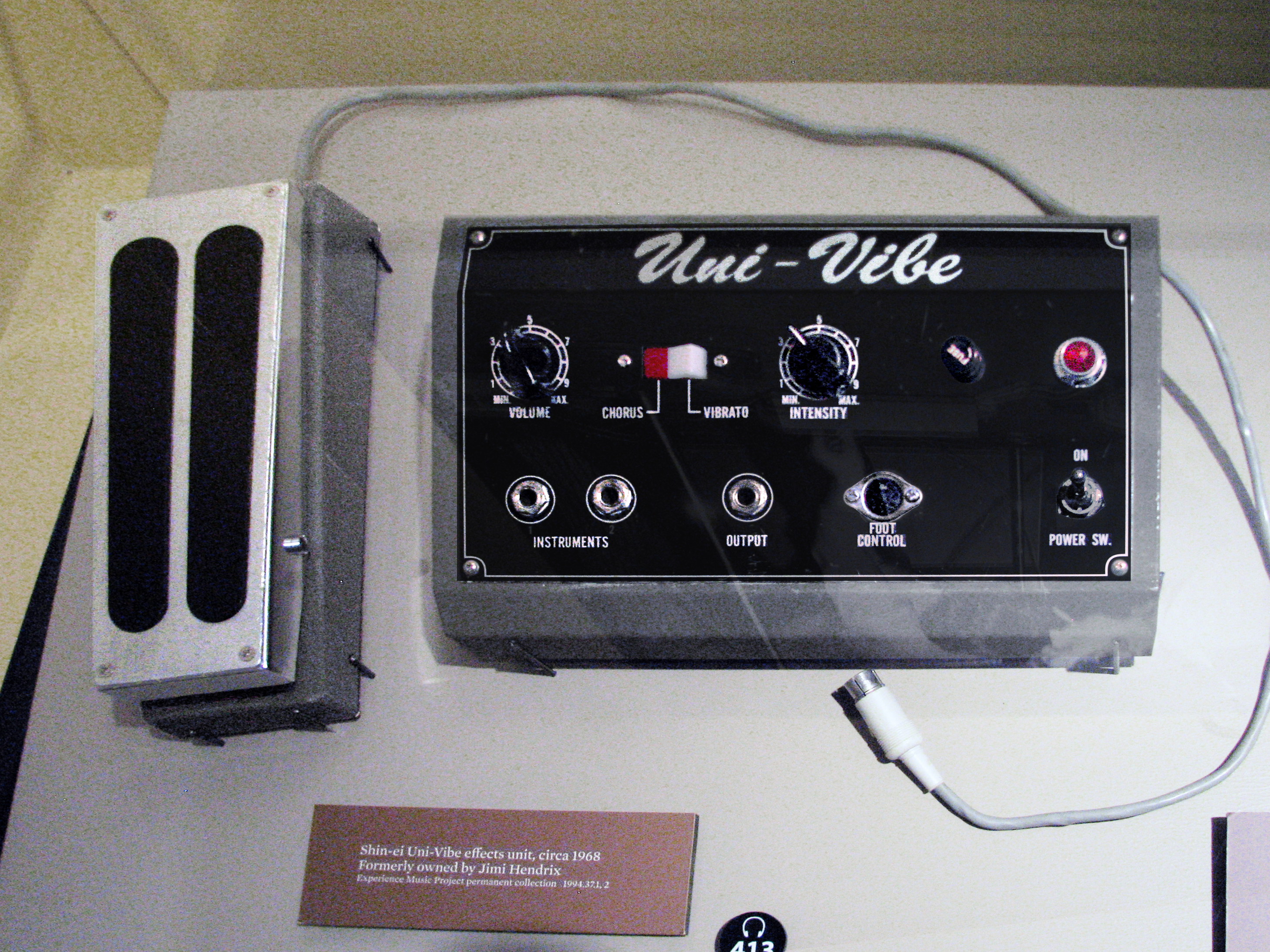
Pédale Shin-ei Uni-Vibe de 1968 et sa pédale d'expression, qui contrôle la vitesse de l'effet.
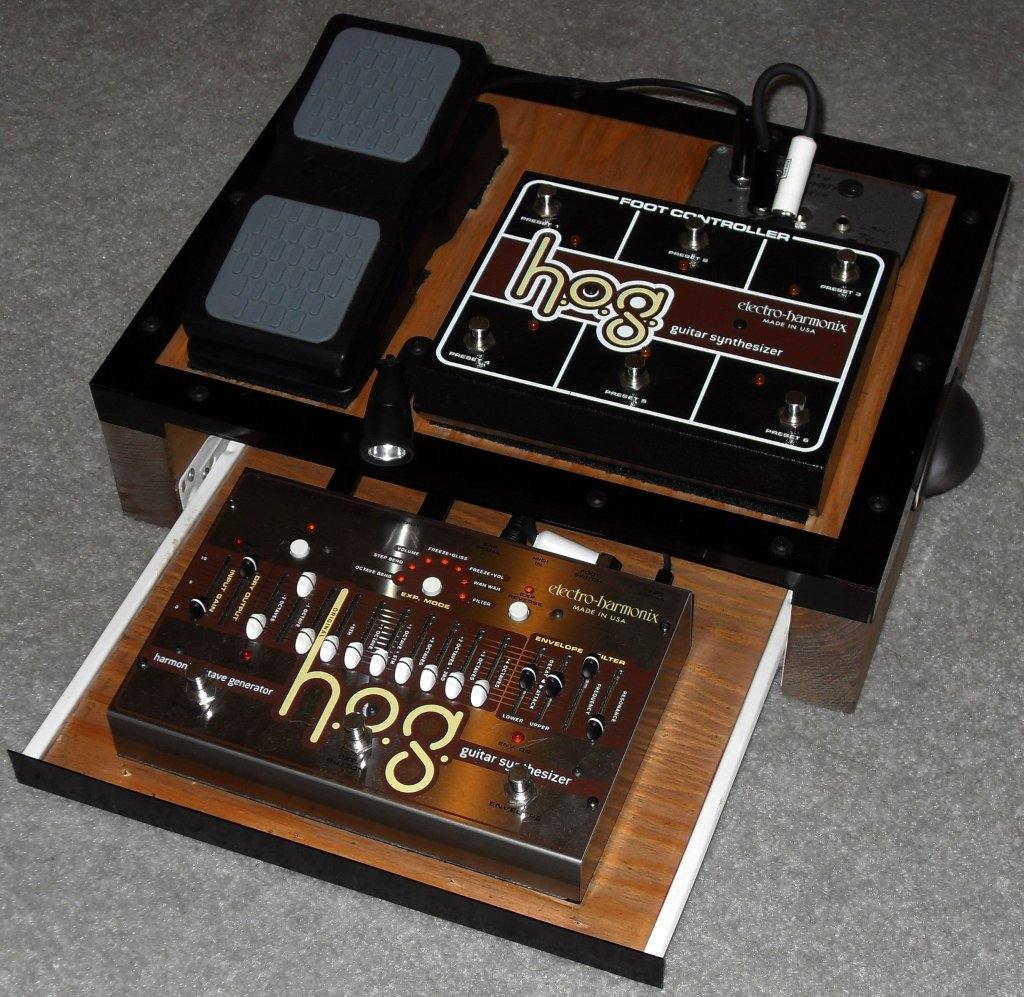
Un pédale d'effet pour guitare (Electro Harmonix HOG), reliée à une pédale d'expression (en haut à gauche) et un module permettant de sélectionner des présets (en haut à droite).
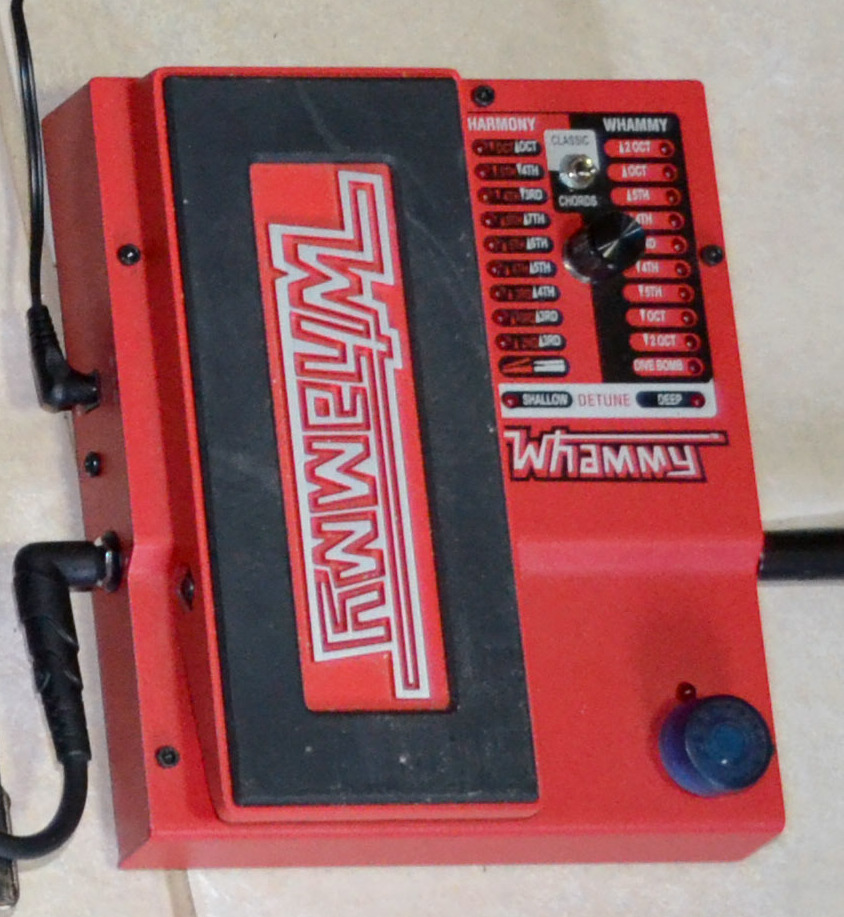
La Digitech Whammy est une pédale d'effet qui incorpore une pédale d'expression.
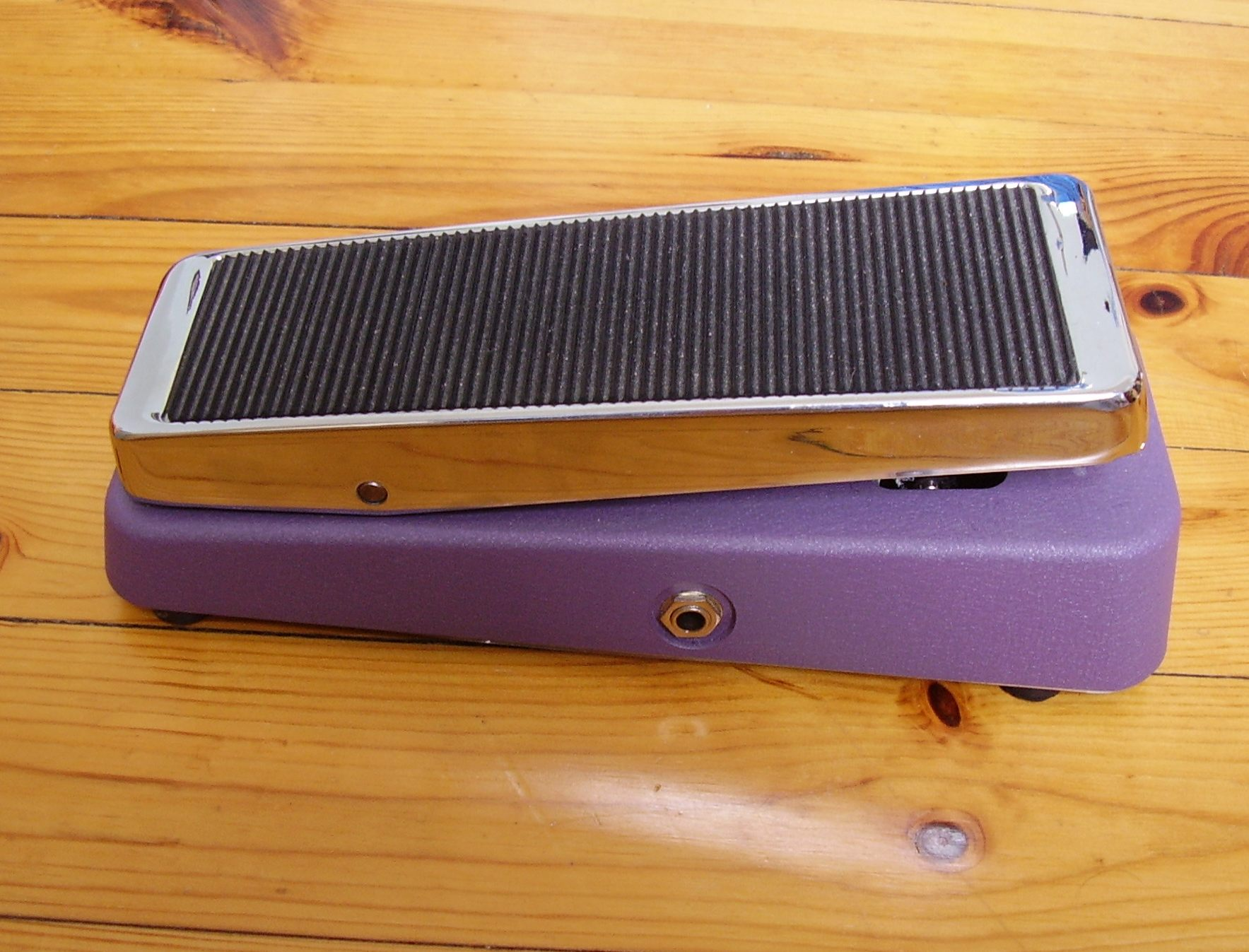
La wah-wah est une pédale d'effet construite sur le même principe qu'une pédale d'expression, mais modifie le signal d'un instrument de musique.
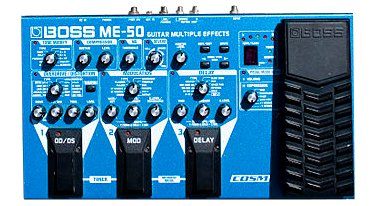
Le Boss ME-50, un multi-effet pour guitare électrique avec une pédale d'expression intégrée (à droite)
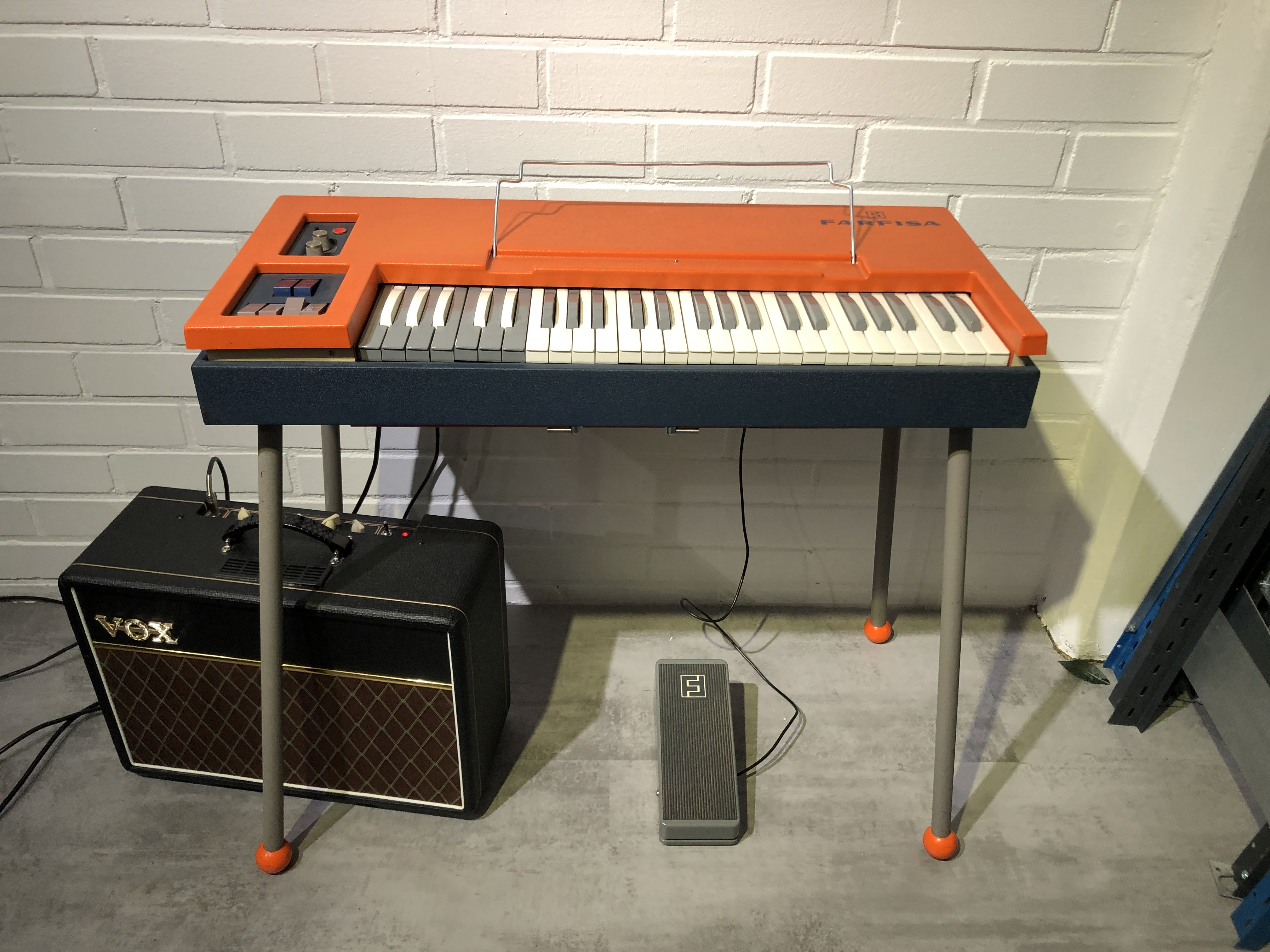
Un orgue électronique Farfisa Fast 2 et sa pédale d'expression.

### Paramètres modulés
Une pédale d'expression peut modifier un grand nombre de paramètres, et dans le cas des multi-effets les plus complexes, elle peut être assigné à n'importe quel réglage. Les paramètres les plus souvent modulables sont néanmoins le volume, la vitesse et la profondeur d'une modulation (chorus, phaser, flanger, tremolo, etc), la position d'un filtre (pour reproduire le son d'une wah-wah par exemple), la hauteur (pitch shift), le niveau de gain (réglage de la distorsion).

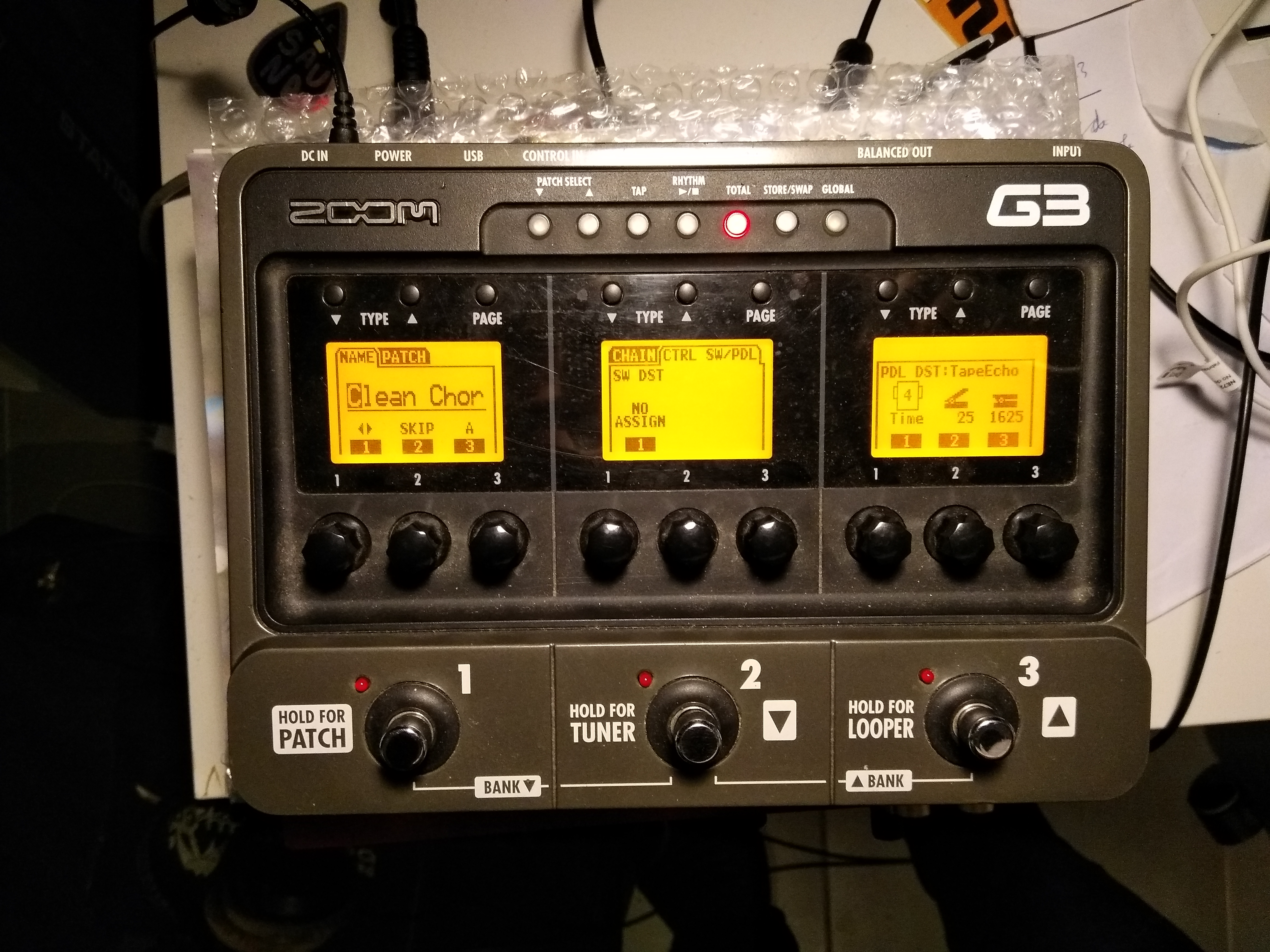
Vue générale du multi-effet Zoom G3 avec, sur l'écran LCD à droite, l'assignation de la pédale d'expression à un paramètre en particulier.
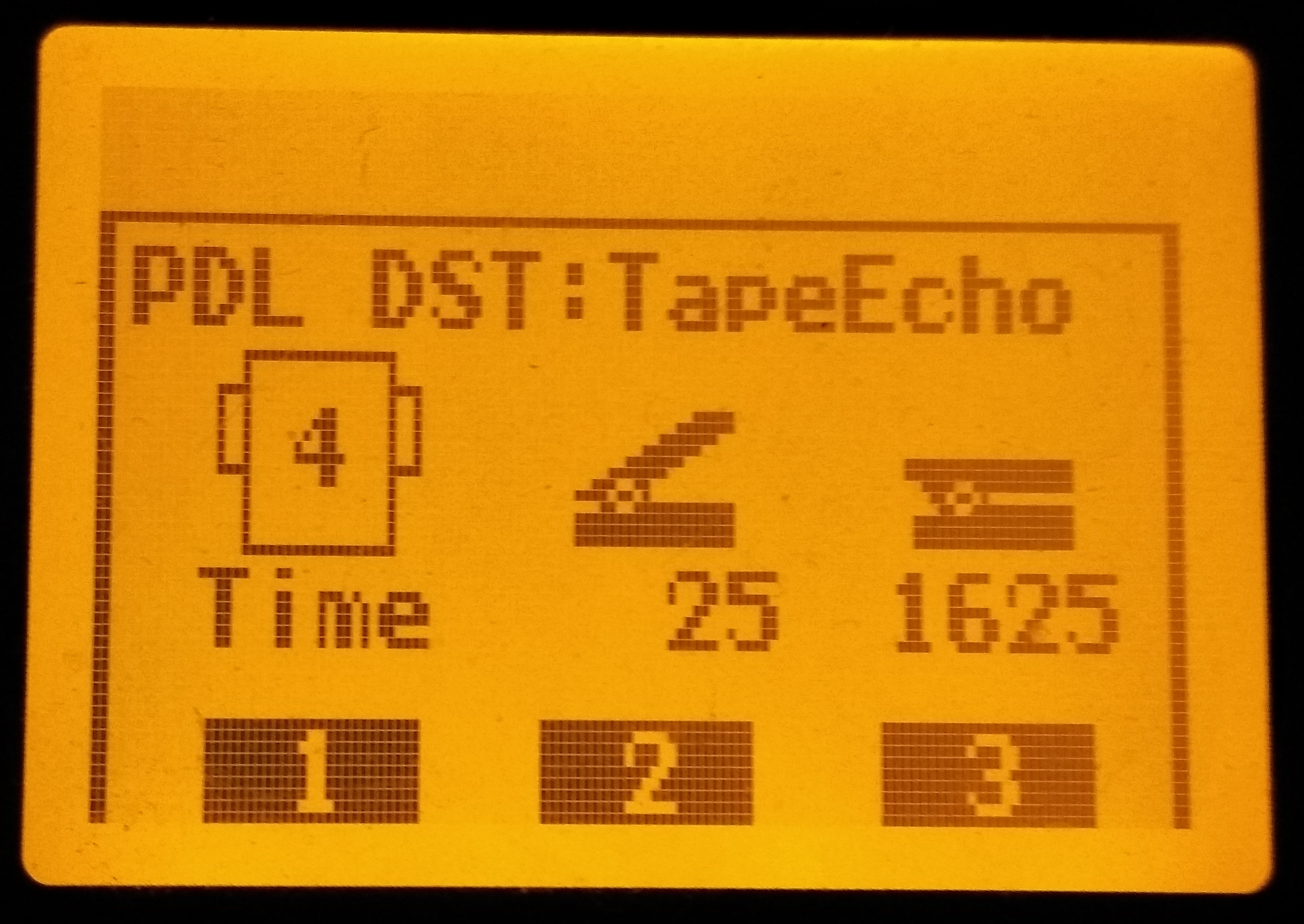
Assignation de la pédale d'expression au temps (time) de répétition d'un écho à bandes. Les valeurs ont été réglées de 25 à 1625 millisecondes.
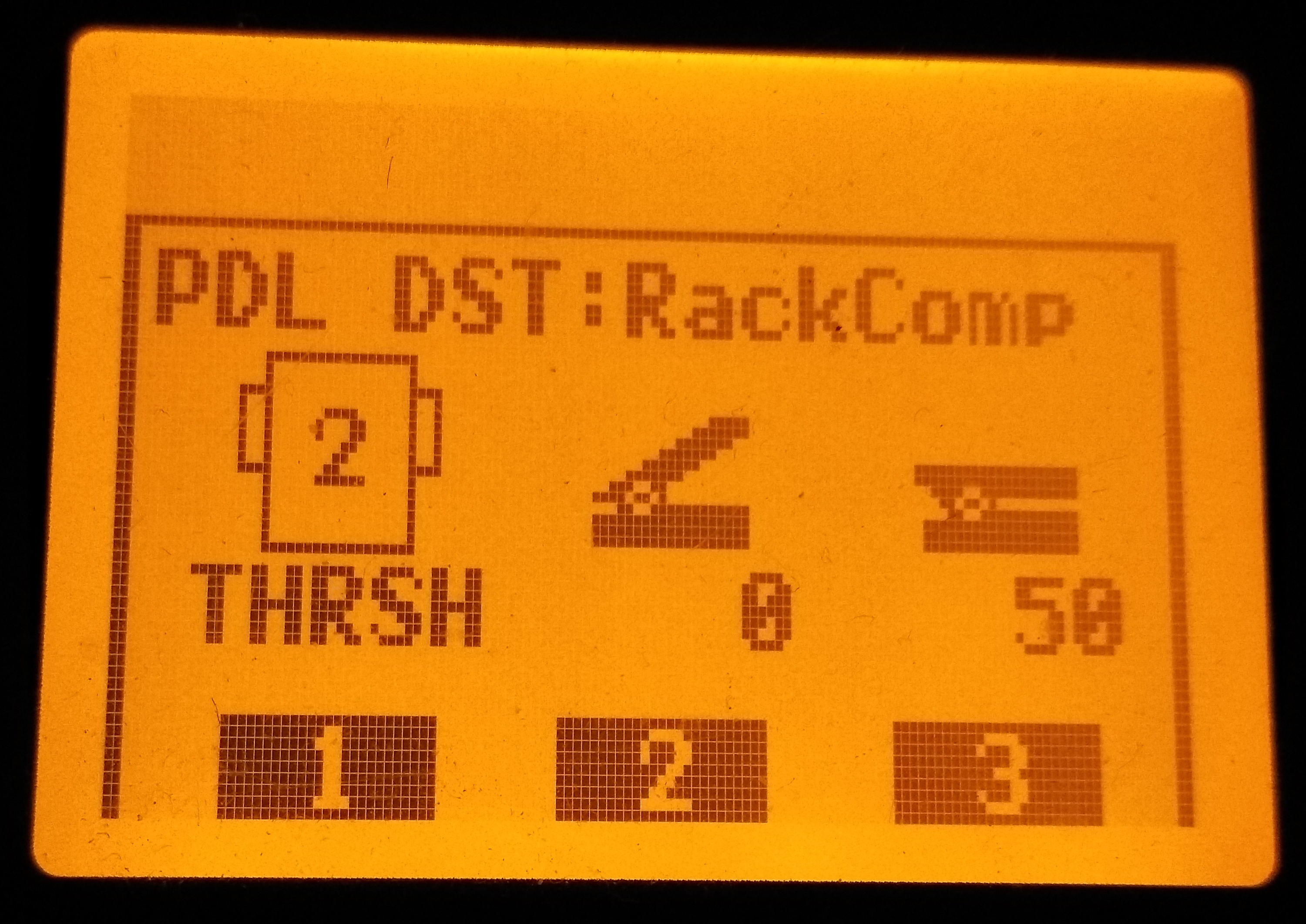
Assignation de la pédale d'expression au réglage du seuil (threshold) d'un compresseur.
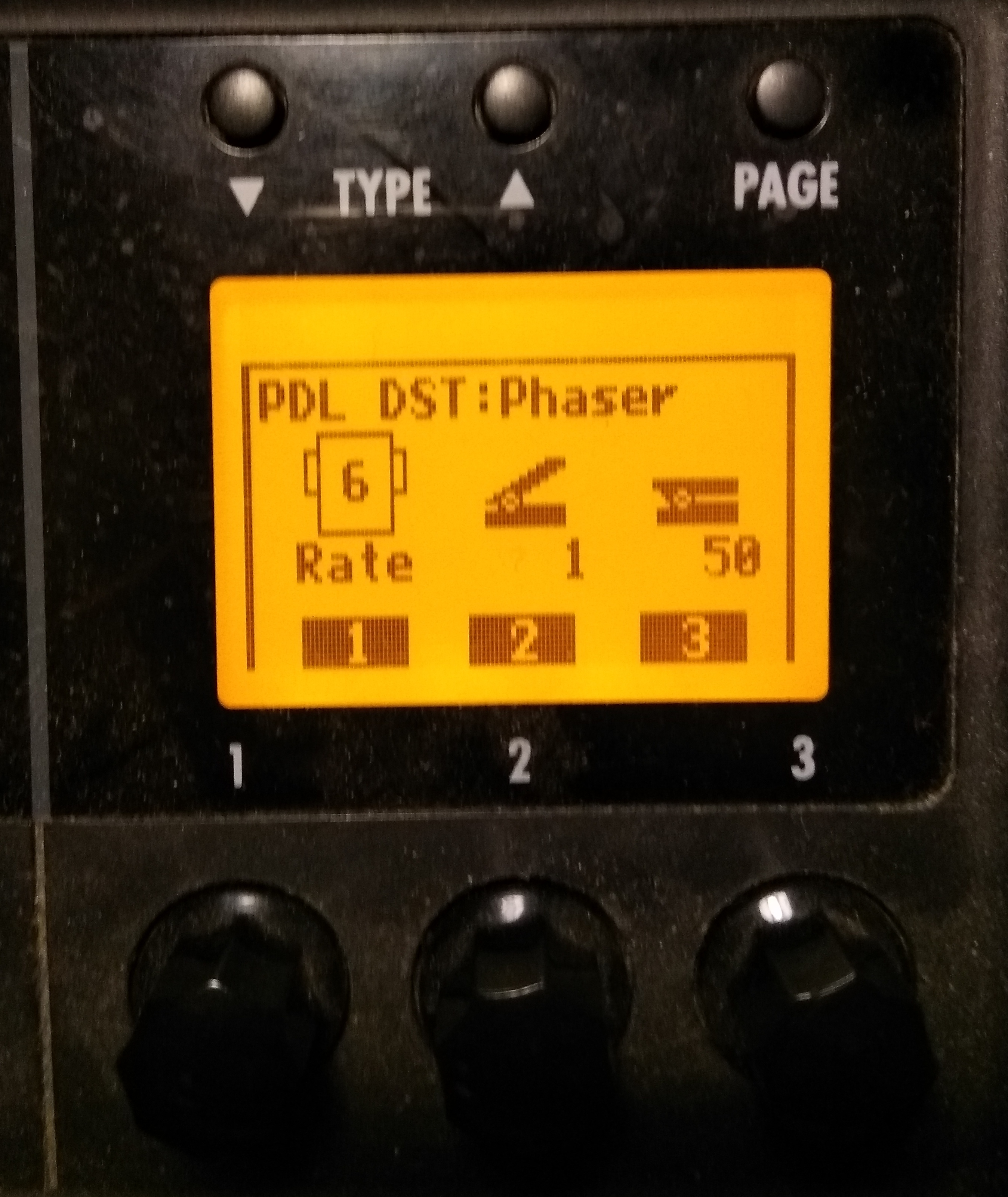
Assignation de la pédale d'expression à la vitesse (rate) d'un phaser.
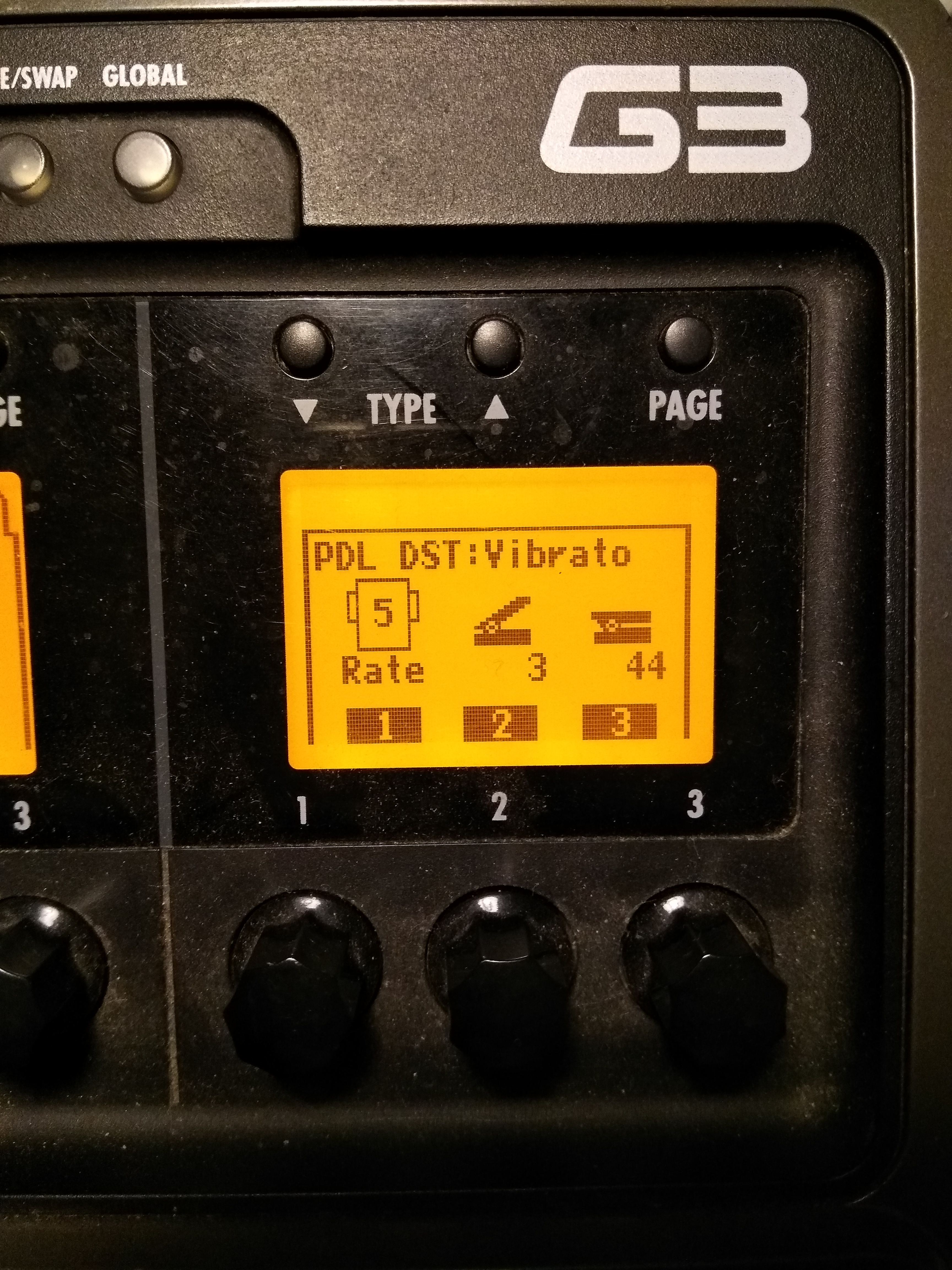
Assignation de la pédale d'expression au réglage de la vitesse (rate) du LFO d'un vibrato, avec des valeurs minimales et maximales personnalisées (de 3 à 44).